# Liste de compositeurs de ragtime
Cet article est une liste de compositeurs de ragtime.

## Ragtime classique
- Felix Arndt (1889–1918)
- May Aufderheide (1888–1972)
- Roy Bargy (1894–1974)
- Theron C. Bennett (1879–1937)
- Mike Bernard (1874–1936)
- Charlotte Blake (1885–1979)
- Eubie Blake (1887–1983)
- Grace M. Bolen (1884–1974)
- Blind Boone (1864–1927)
- George Botsford (1874–1949)
- Euday L. Bowman (1887–1949)
- Brun Campbell (1884–1952)
- Louis Chauvin (1882–1908)
- Axel Christensen (1881–1955)
- Edward Claypoole (1883–1952)
- George L. Cobb (1886–1942)
- Lily Coffee (1891–1975)
- Zez Confrey (1895–1971)
- Les C. Copeland (1887–1942)
- Irene Cozad (1888–1970)
- Cecil Duane Crabb (1890–1953)
- Reverend Gary Davis (1896–1972)
- Ella Hudson Day (1876–1951)
- James Reese Europe (1880–1919)
- Harry Fischler (1879–1965)
- Irene M. Giblin (1888–1974)
- Lucian P. Gibson (1890–1959)
- Harry P. Guy (1870–1950)
- Robert Hampton (1890–1945)
- Scott Hayden (1882–1915)
- Abe Holzmann (1874–1939)
- Charles Hunter (1876–1906)
- Charles L. Johnson (1876–1950)
- Nat Johnson (1883–1921)
- Scott Joplin (1868–1917)
- Harry Kelly (1879–1955)
- William Krell (1868–1933)
- Joseph Lamb (1887–1960)
- Julius Lenzberg (1878–1956)
- Henry Lodge (1885–1933)
- Julia Lee Niebergall (1886–1968)
- Arthur Marshall (1881–1968)
- Artie Matthews (1888–1958)
- Kerry Mills (1869–1948)
- Jay Roberts (1890–1932)
- Paul Sarebresole (1875–1911)
- James Scott (1885–1938)
- Adaline Shepherd (1883–1950)
- Fred S. Stone (1873–1912)
- Charley Straight (1891–1940)
- Charles Thompson (1891–1964)
- Tom Turpin (1871–1922)
- William Tyers (1870–1924)

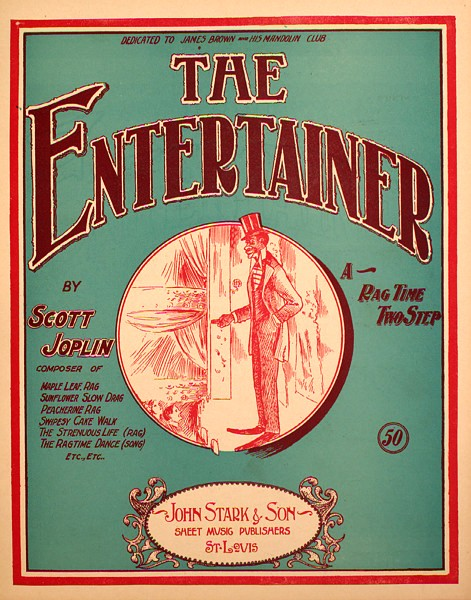
The Entertainer, Scott Joplin (1902)

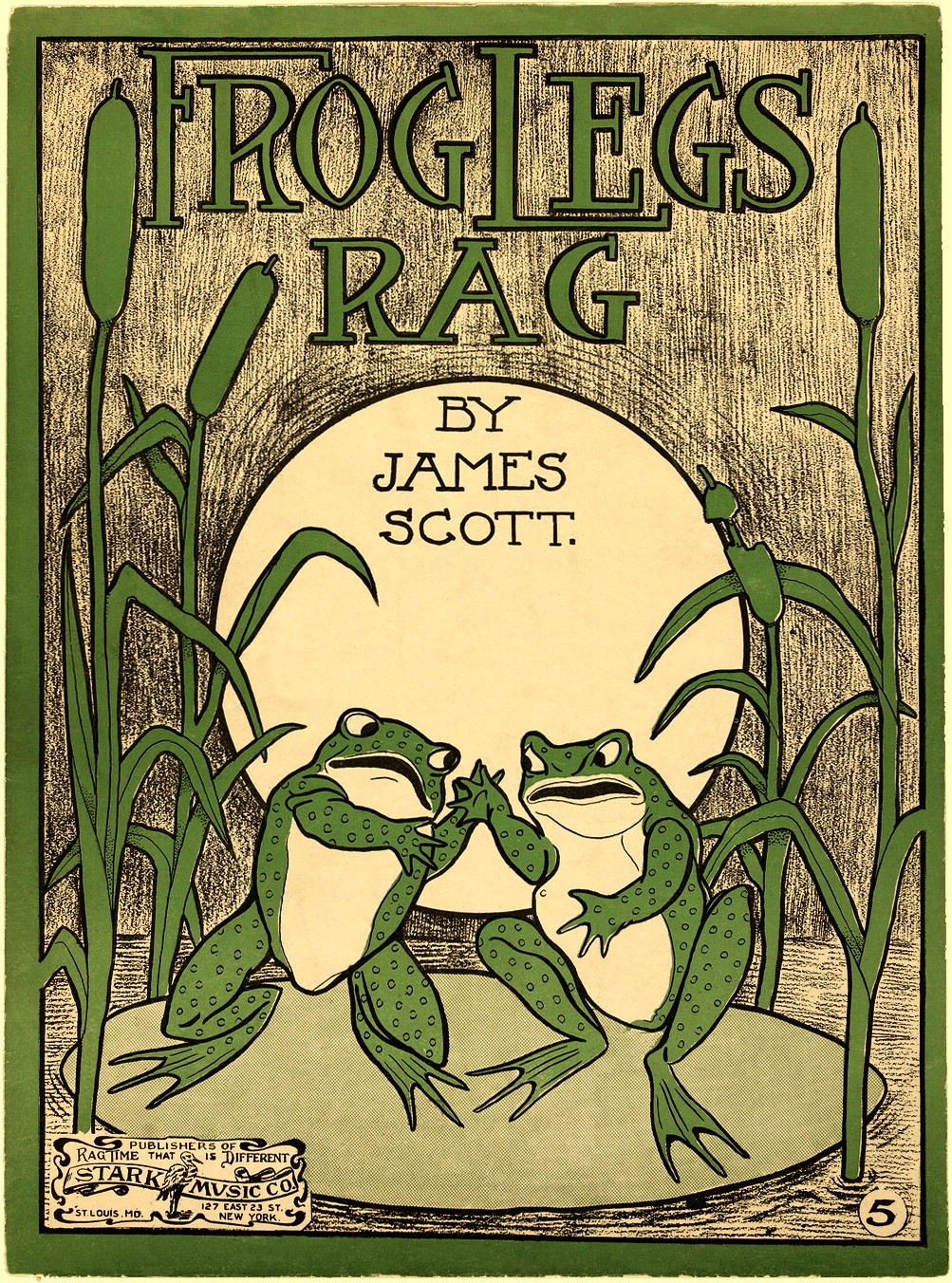
Frog Legs Rag, James Scott (1906)

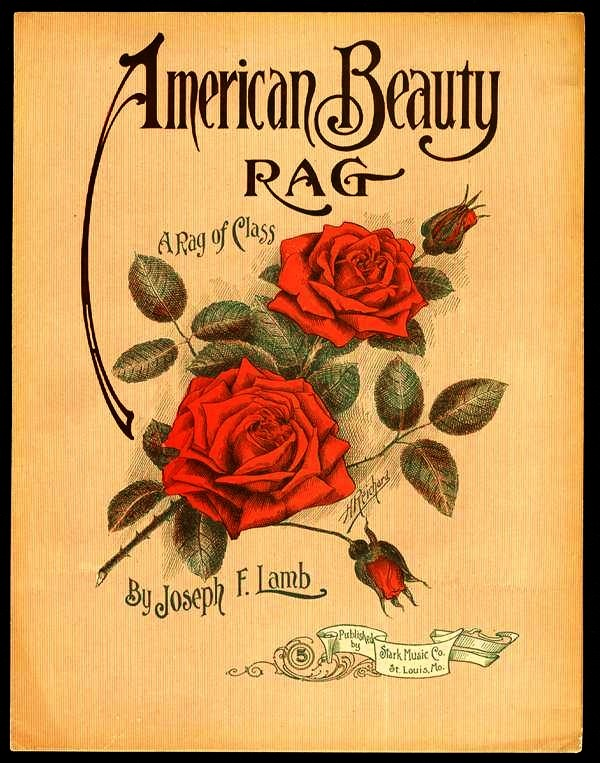
American Beauty Rag, Joseph Lamb (1913)

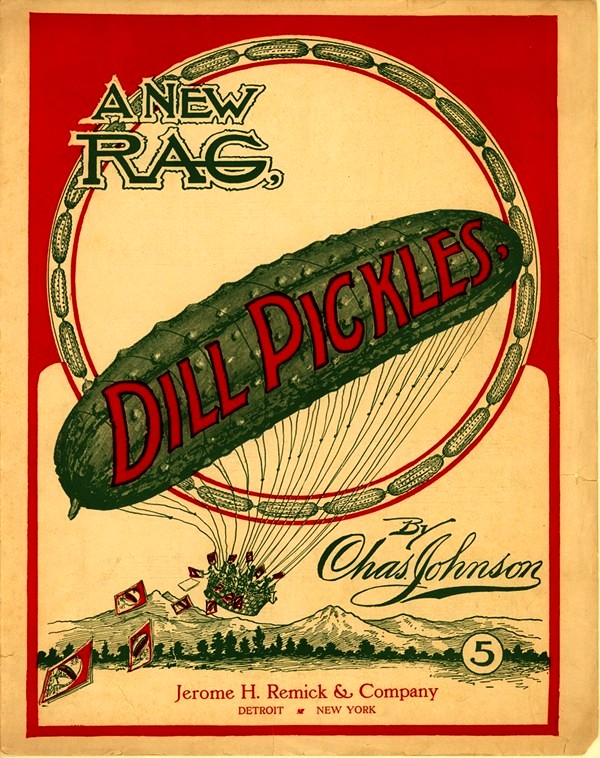
Dill Pickles, Charles L. Johnson (1906)

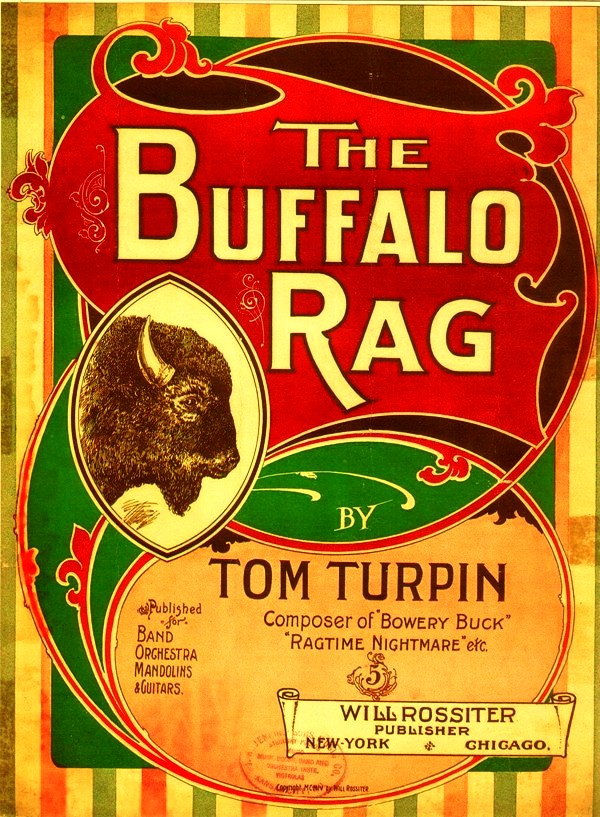
The Buffalo Rag, Tom Turpin (1904)

- Jean-Baptiste Lafrenière (1874–1912)
- Percy Wenrich (1880–1952)
- Clarence C. Wiley (1883–1908)
- Clarence Woods (1888–1956)
- Fannie Woods (1892–1974)
- Calvin Woolsey (1884–1946)
- Frank Wooster (1885–1942)
- Gladys Yelvington (1891–1957)

### Musique classique et ragtime
- Claude Debussy (1862–1918)
- Darius Milhaud (1892–1974)
- Maurice Ravel (1875–1937)
- Erik Satie (1866–1925)
- Igor Stravinsky (1882–1971)
- Paul Hindemith (1895-1963)
- Erwin Schulhoff (1894-1942)
- Charles Ives (1874-1954)